# Nevermind
Nevermind je druhé album grungeové skupiny Nirvana vydané v září 1991. Producentem je Butch Vig. Úspěch alba byl velkým překvapením, protože překročil hranice očekávání (a to velkým krokem: podle předpokladů Geffen Records by se mělo prodat okolo 250 tisíc kusů) a jenom v Americe se prodalo přes 10 milionů kusů. Nejspíše hlavně kvůli popularitě prvního singlu Smells Like Teen Spirit. Nevermind je významné album mimo jiné také proto, že proslavilo alternative rock a pomohlo rozjet punkovou a grungeovou vlnu v devadesátých letech, během které se do mainstreamových rádií dostaly do té doby undergroundové a zcela okrajové hudební proudy. Řadí se mezi nejlépe prodávaná alba historie hudby, roku 2003 jej časopis Rolling Stone vyhlásil 17. nejlepším albem všech dob. Tentýž časopis jej také vyznamenal 1. místem v seznamu nejlepších alb devadesátých let.
Co se týče textů, Kurt Cobain řekl: „Music comes first, lyrics come second,“ tedy, že „na prvním místě je hudba, až potom text.“ Texty písní jsou těžko srozumitelné, a to i pro anglicky mluvící. Producent Butch Vig k tomu dodal: „Even though you couldn't quite tell what he was singing about, you knew it was intense as hell.“ – „Dokonce i když nemůžeš přesně určit o čem vlastně zpívá, je ti jasné, že to je děsně intenzivní.“
Dívkou, kvůli níž vznikla většina skladeb Nevermind, je Tobi Vail ze skupiny Bikini Kill. Do Tobi se Kurt zamiloval, ona ovšem jejich vztah nebrala příliš vážně a zanedlouho se s ním rozešla.
Shodou okolností tentýž den vydala skupina Red Hot Chili Peppers album Blood Sugar Sex Magik.

## Skladby
| Pořadí | Název                              | Autor                    | Délka |
| ------ | ---------------------------------- | ------------------------ | ----- |
| 1.     | Smells Like Teen Spirit            | Cobain, Novoselic, Grohl | 5:02  |
| 2.     | In Bloom                           | Cobain                   | 4:15  |
| 3.     | Come as You Are                    | Cobain                   | 3:39  |
| 4.     | Breed                              | Cobain                   | 3:04  |
| 5.     | Lithium                            | Cobain                   | 4:17  |
| 6.     | Polly                              | Cobain                   | 2:56  |
| 7.     | Territorial Pissings               | Cobain, Chet Powers      | 2:23  |
| 8.     | Drain You                          | Cobain                   | 3:44  |
| 9.     | Lounge Act                         | Cobain                   | 2:37  |
| 10.    | Stay Away                          | Cobain                   | 3:33  |
| 11.    | On a Plain                         | Cobain                   | 3:17  |
| 12.    | Something In The Way               | Cobain                   | 3:51  |
| 13.    | Endless, Nameless (skrytá skladba) | Cobain, Novoselic, Grohl | 6:44  |